# Santuario di Santa Maria Nascente in Debbio (Mandello del Lario)
Il santuario di Santa Maria Nascente conosciuto anche come  "santuario della Beata Vergine di Debbio" è un antico santuario situato nel comune di Mandello del Lario dedicato al culto della Vergine Maria.

## Storia
Il santuario posto su di una collinetta al di sotto della chiesa di San Giorgio ed al confine con il comune di Abbadia Lariana, è da identificarsi con l'antico santuario di Santo Stefano. Nel documento del 1226  Liber Notitiae Sanctorum Mediolani, Goffredo da Bussedo ricorda come la chiesa di Santo Stefano, fatta risalire al 833, in Debbio era sotto la pieve di abbadia: 
"in abatia sanctii vicentii ecclesia sancti stephani".
Il santuario era posto in una posizione strategica in quanto centrale in quanto si trovava lungo il sentiero del Viandante, che all'epoca rappresentava l'unica via di accesso al borgo di Mandello. Inoltre la spiaggia davanti al santuario era luogo di partenza di una barca di proprietà della chiesa che permetteva di raggiungere Mandello via acqua.
Nel 1434 la famiglia Stropeni fece affrescare una Madonna del latte su di una parete laterale che divenne alquanto venerata per le grazie concesse agli abitanti del borgo mandellese. A partire dal XVII secolo vennero operati i primi rinnovamenti e la chiesa venne dotata di una campana nel 1619 con la scritta dedicatoria "Sancta Maria ora pro nobis".
Nello stesso periodo viene realizzata una pala rappresentante la lapidazione di santo Stefano di grande valore, insieme a una serie di tavolette dedicate alla Madonna delle Grazie che rappresentavano scene di vita quotidiana, oggi conservate nell'arcipretale della chiesa di San Lorenzo. La chiesa viene anche ampliata dal punto di vista architettonico tramite l'impianto di una volta a crociera. Tutto questo fu possibile grazie alla crescente devozione dei mandellesi per la Madonna di Debbio e quindi anche alle elemosine che venivano raccolte. Questo miglioramento avvenne anche in seguito alla fine della peste del 1630.
Il 2 febbraio 1644 Nicola Stropeni, un nobile di Mandello, donò un appezzamento di terra nei adiacente all'edificio, tramite le cui rendite si sarebbero recitate messe in suo suffragio. Cinque giorni dono anche Maria Ippolita, membro della stessa famiglia, fece un ingente lascito alla confraternita del SS. Sacramento di Mandello in cambio di un dato numero di messe da tenersi nella cappella della Madonna di Debbio. Di stessa natura, ma di maggiore importanza fu il lascito di Maria Elisabetta Stropeni in punto di morte. Lasciò ordine di celebrare 1200 messe entro 15 anni dalla sua morte e inoltre 1300 lire per finanziare la manutenzione dell'edificio. L'ultimo lascito fu oltre al più ingente anche il più duraturo, l'ultima ricevuta di pagamento è attestata infatti al 1874.
A seguito della visita pastorale del vescovo Olgiati del 1712, dove diede l'ordine di costruire una sacrestia in quanto i paramenti sacri erano conservati in una cappella adiacente. Nel 1736 quindi si procedette a eseguire l'ordine.

Nel 1755 la comunità decise di staccare l'affresco della Madonna dalla navata laterale per porlo sopra l'altare all'interno di una cornice dorata e circondata da tutti gli ex voto donati dalla popolazione per le grazie ricevute, 45 all'epoca. Questo spostamento è testimoniato da una scritta in latino presente all'interno della chiesa:
Il santuario nel 1760 viene dedicato a Santa Maria Nascente e la parete dell'altare viene decorata con finti marmi, conchiglie e la volta stellata che ricordano molto gli affreschi contemporanei del Santuario della Beata Vergine del Fiume, quindi si può pensare siano da attribuire anch'essi ai decoratori Giuseppe Pellegrini e Perotti. 

Nel 1781 venne quindi eseguito un altro intervento di restauro come testimonia l'iscrizione:
Questo intervento portò alla costruzione del campanile a vela e alla creazione di una seconda entrata per la sacrestia. Invece all'interno gli interventi più importanti furono eseguiti sull'intonaco, fu infatti stesa una mano di intonaco rosa che coprì le sottostanti decorazioni. Le pareti laterali furono poi riaffrescate con 12 ovali recanti all'interno le virtù di Maria. Tutto questo fu possibile grazie alle donazioni dei fedeli e ancora una volta di Elisabetta Stropeni.
Il 26 settembre 1817 papa Pio VII concede l'Indulgenza Plenaria Perpetua per chi visiti la chiesa nei 5 giorni della festa della Natività della Beata Vergine Mariae consacra anche l'altare.

## Descrizione
Il santuario ha assunto negli anni varie forme, ma attualmente presenta una architettura settecentesca, ma si possono notare i resti di più antiche strutture sulle pareti laterali. L'attuale struttura si presenta esternamente con un'essenziale facciata a capanna, il portale di accesso è affiancato da due finestrelle munite di grate e circondate da cornici di granito, attraverso le quali i fedeli potevano venerare l'affresco della Madonna che allatta il Bambino. Al di sopra della porta vi è una più ampia finestra rettangolare con una cornice in stile barocchetto.
Entrando nell'edificio si può notare come presenti una sola navata coperta da una volta a botte. Il presbiterio è rettangolare e presenta anch'esso una copertura con volta a botte, ai due lati di esso si aprono due porte che danno accesso alle sagrestia retrostante.

### Presbiterio
Sopra l'altare maggiore è esposto l'affresco che dà il nome alla chiesa:"Madonna che allatta Gesù Bambino". Il dipinto è la principale era la principale attrazione per i fedeli e rappresenta la Vergine Maria seduta in su un trono purpureo, che allatta dal seno destro il bambin Gesù. Con la mano destra tiene il bambino, mentre nell'altra ha un rametto di rose. La Madonna stessa porta un vestito bianco decorato con rose rosse.
La parete di fondo grazie a un effetto illusionistico, assume una forma semicircolare, così da far focalizzare lo sguardo sull'affresco. Il finto catino è suddiviso tramite decorazioni a spicchi che convergono e si rimpiccioliscono dando l'impressione di uno spazio concavo. Al centro della volta a botte si apre un oculo,al cui interno in contrasto con il cielo si può vedere la Colomba dello Spirito Santo.
Sulle pareti laterali del presbiterio sono ora presenti due tele damascate in sostituzione delle due tele seicentesche conservate ora nella chiesa di San Lorenzo. Essi rappresentavano il "Martirio di Santo Stefano" e la "Madonna con Bambino che appare a Sant'Antonio da Padova, San Tommaso di Villanova e San Francesco di Paola", quest'ultimo donato da Elisabetta Stropeni nel 1725.

### Pareti della navata
Le pareti della navata dell'edificio sono intocate di un colore rosa uniforme che assume un effetto marmorizzato i corrispondenza di finte lesene che intervallano una serie di 11 ovali rappresentanti i "simboli mariani" ad eccezione di uno dove viene rappresentato un santo, probabilmente San Luigi Gonzaga. Invece sulla volta della navata, anch'essa decorata da finti cornici ai cui vertici sono dipinti cherubini, è presente un oculo polilobato con monogramma mariano su sfondo celeste.

### Ex voto
Originariamente posti sulle pareti laterali e attualmente sulla parete di fondo, 11 ex voto del '700. Altri 4 sono invece databili all'800.
- Il primo presenta uno spazio diviso in due settori: nel destro lo spazio fisico con un giovane che cade da un palazzo; nel lato sinistro lo spazio spirituale, rappresentato dalla Madonna di Debbio circondata da nubi. Il dipinto è essenziale e senza prospettiva. Realizzato su legno "Per Grazia Ricevuta", come si evince dal cartiglio[12].
- Nel secondo un uomo in preghiera prega davanti a una nuvola contenente la Madonna che allatta il Bambino e due monaci francescani. Il credente è Antonio Maria Sala che ha ricevuto una grazia[12].
- Nel terzo ex-voto viene data molta importanza alla parte spirituale, che irrompe nell'immagine di un medico che cura un malato dalla sinistra. Sono ben riconoscibili Gesù in croce, San Carlo Borromeo, Sant'Antonio da Padova e una terza santa. Anche questo ex-voto presenta il cartiglio recante: "Per Gracia Riceuta"[12].
- Il seguente è ambientato in un luogo non ben definito, forse la Madonna di Debbio raggiunge direttamente la terra, anche se è comunque circondata da nubi, per parlare con l'uomo inginocchiato, sulla sinistra. Essa è una presenza terrena, rassicurante che partecipa all'azione, non distaccata come nelle precedenti[12].
- Il quinto rappresentato in modo molto realistico, vede per protagonisti un ammalato a letto che tende la mano verso la Madonna che allatta. Essa però non è quella di Debbio in quanto non presenta né gli stessi abiti, né lo stesso seno. Esprime insieme alla vicinanza al malato, eleganza e raffinatezza. Sconosciuto in questo caso il significato del cartiglio recante la scritta D.P.P.S[12].
- Nel successivo viene rappresentato un uomo inginocchiato, dagli abiti, un benestante. Si protende verso la Vergine, anche in questo caso non quella di Debbio. Essa sembra quasi cadere dalle nuvole in atto benedicente. Anch'esso reca l'iscrizione: "Gratia Riceuta"[12].
- Nel nono quadretto è dato spazio quasi solo a una donna di agiate condizioni, che giace nel letto e si rivolge alla Vergine. Essa non è sicuramente quella di Debbio, ma sembra più un semplice quadro di casa[13].
- L'ex voto successivo è decorato con un bimbo vestito di bianco che prega in piedi insieme a una donna vestita di nero ed inginocchiata. Entrambi i personaggi sono di elevata condizione sociale come si evince dai loro abiti. L'abito della Vergine, rappresentata come sempre in una nuvola, evidenzia la sua maternità. Il cartiglio porta l'iscrizione P.G.R.[12]
- Nell'undicesimo e ultimo ex voto del '700 si vede una bambina che prega in piedi insieme a una donna inginocchiata. Esse pregano la Vergine e probabilmente San Francesco da Paola. La donna è probabilmente la madre della bimba e la sorregge nella preghiera adorante. L'intera parte sinistra del quadretto è occupata dalla zona spirituale. Anche in quest'ultimo è presente un cartiglio recante la medesima scritta degli altri ex voto[12].
- Il primo quadretto tra quelli più recenti presenta la scena di una donna immobile nel suo letto, coperta da lenzuola quasi trasparenti. Al centro della scena una bimba vestita di bianco è completamente concentrata nella preghiera, il suo sguardo è perso nel vuoto. Essa si presenta come elemento di divisione del quadro in due parti. Sulla sinistra è rappresentata la Madonna di Debbio seppur con abiti diversi. L'atmosfera è quasi surreale nonostante vi sia profondità nel dipinto[12].
- Nel successivo ex voto è rappresentato un fatto realmente accaduto. Un cannone esplode davanti alla chiesa di Debbio durante le celebrazioni della festa. L'incidente occorse ad Andrea Ferrario, come ci è detto dall'iscrizione, ma nessuno viene ferito dall'esplosione. Davvero elevata è la cura dei particolari architettonici della chiesa. È presente anche l'immagine della Vergine seppur non sia quella di Debbio, in quanto ha il seno coperto. Il quaretto a differenza di tutti gli altri è dipinto su un supporto metallico ed ha anche dimensioni maggiori. Interessante è il fatto che il l'evento fosse ben noto ai mandellesi, che utilizzavano questa storia per istruire i bambini sull'essere prudenti[12].
- Anche il fatto raccontato in questo ex voto, come il precedente è molto noto alla cittadinanza. Vi è dipinto il salvataggio di bambino, Felice Venini, caduto in acqua da una gondola lariana. Particolare è la scelta di annotare i nomi dei protagonisti della scena. La madonna, anche in questa scena non quella di Debbio,è rappresentata in piccolo, in un angolo del dipinto, come avesse poca importanza. Essa però ha uno sgaurdo rassicurante e attento. Il dipinto in questo caso è stato eseguito su tela[12].
- Nell'ultimo ex voto della serie è rappresentato un giovane a letto, ammalato probabilmente, mentre prega la Madonna di Debbio, anche in questo caso rappresentata in una nuvola sul alto sinistro del quadretto. Il dipinto commissionato da Gianbattista Torriani, un ricco di Mandello, come si nota dai dettagli del letto. Il cartiglio porta l'iscrizione: P.G.R.D.B.V. significa: Per Grazia Ricevuta Dalla Beata Vergine[12].